# Văn học Tầm căn
Văn học Tầm căn (giản thể: 寻根文学; phồn thể: 尋根文學; nghĩa đen 'truy tìm cội nguồn') là phong trào văn hóa và văn học ở Trung Quốc đại lục nhấn mạnh vào nền văn hóa địa phương và thiểu số. Phong trào này khởi đầu vào thập niên 1980 có những điểm tương đồng với phong trào bản thổ. Tiền đề của nền văn học này là cuộc Cách mạng Văn hóa đã phá hủy bản sắc và truyền thống đa nguyên của Trung Quốc vốn tồn tại trong suốt nhiều thế kỷ, và việc tái thiết bản sắc đó đòi hỏi phải đánh giá đúng đắn nền văn hóa địa phương. Ngoài ra, thế kỷ hiện đại hóa và phá bỏ văn hóa và chính trị sùng bái chỉ cắt đứt truyền thống của Trung Quốc. Một số tác giả chính gồm Hàn Thiếu Công (韓少功), Mạc Ngôn (管谟业), A Thành (阿城) và Giả Bình Ao (賈平凹).